# Compositor

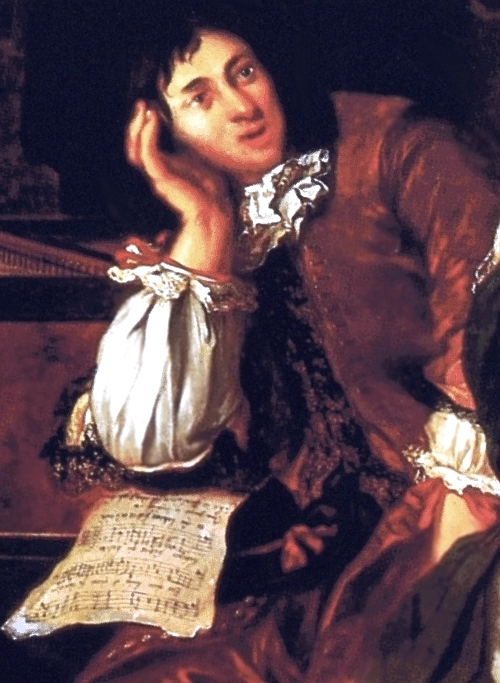
Dieterich Buxtehude retratado no ato de composição musical

Um compositor (feminino: compositora) é um profissional que escreve música. Normalmente o termo se refere a alguém que utiliza um sistema de notação musical que permita a sua execução por outros músicos. Em culturas ou géneros musicais que não utilizem um sistema de notação, o termo compositor pode-se referir ao criador original da música. Nesse caso, a transmissão para outros intérpretes é feita por memorização e repetição. Em geral, o compositor é o autor da música e como tal, é o detentor dos direitos autorais. Atualmente as composições musicais são defendidas pela legislação de direitos autorais. Existem editoras especializadas em música e o compositor ou detentor dos direitos da composição recebem royalties sempre que uma nova gravação comercial ou execução pública é realizada.

## Compositor na música erudita
Na música erudita, o compositor é um músico formado em teoria musical, harmonia e contraponto, sendo normalmente responsável não apenas pela criação da partitura original, mas também pelos arranjos para a instrumentação ou para as vozes desejadas. No início do desenvolvimento da música erudita na Europa, a função do compositor não era muito valorizada. O intérprete tinha liberdade para alterar a composição como desejasse, acrescentando improvisações, ou mesmo misturando partes de composições diferentes. À medida que a música se tornou mais complexa, o compositor passou a ser associado à sua obra e ter mais controle sobre a execução de suas composições. A música escrita passou a ser encarada como um conjunto de instruções estritas das quais o intérprete não se deve desviar. O valor da interpretação da música erudita hoje em dia diz muito mais respeito à expressão que à improvisação. Para permitir que os intérpretes demonstrem virtuosismo, a maioria dos compositores, a partir do período clássico, passou a deixar momentos específicos na partitura onde o intérprete pode improvisar como desejar (cadenza), desde que o restante da composição seja respeitado.

## Carteira do compositor
Desde 1998, pós instauração da lei 9.610, conhecida como lei dos direitos autorais e do compositor, o compositor ganhou mais um benefício para facilitar seu trabalho e melhorar a rede de contatos com músicos e empresários. Com a carteira do compositor, o compositor tem direito ao acesso livre em shows, acesso a camarins e até mesmo acesso a áreas Vips. Dependendo do tamanho do evento e da instituição organizadora. Essa medida foi tomada visando atingir um nível melhor de comunicação entre o artista (cantor) que é muito valorizado e o compositor (Anônimo) que passa despercebido, quando na verdade é ele o propulsor do sucesso e a principal fonte de sucesso de um artista.

## Música popular
Na música popular, o compositor escreve a música e, às vezes, também as letras, das canções. As regras de composição não são tão rígidas como na música erudita, e admitindo-se - e até esperando-se - a improvisação. Em muitos casos, a música é adaptada para a instrumentação do grupo musical que a executará pelo arranjador, que é um músico especializado nesse trabalho. Em certos gêneros, como o jazz, essa etapa nem é necessária, e os músicos criam o arranjo durante a execução, improvisando livremente sobre os temas elaborados pelo compositor.

## Termos relacionados
Em português, o termo "compositor" refere-se a qualquer gênero musical, erudito ou popular, mas em algumas outras línguas (como o inglês e o alemão) existe um termo específico para o compositor de canções populares (songwriter, em inglês, ou liedermacher, em alemão). Existem termos correspondentes em português como "cancionista" ou "cancionetista"; mas, ainda assim, este é comumente chamado de "compositor popular", "compositor de canções", "compositor de letra e música" ou "autor", simplesmente. Aquele que também interpreta suas próprias canções é chamado de "cantor e compositor" ou "cantautor". O escritor de letras de música também é chamado "letrista".

## Data
A 15 de Janeiro celebra-se o Dia Mundial do Compositor.